# Giải quần vợt Wimbledon 1897 - Đơn nữ
Blanche Hillyard đánh bại Alice Pickering 6–2, 7–5 trong All Comers' Final, và sau đó đánh bại đương kim vô địch Charlotte Cooper 5–7, 7–5, 6–2 trong Challenge Round để giành chức vô địch Đơn nữ tại Giải quần vợt Wimbledon 1897.

## Kết quả

### Từ viết tắt
| - Q = Vòng loại - WC = Đặc cách - LL = Thua cuộc may mắn - Alt = Thay thế - SE = Miễn đặc biệt | - PR = Bảo toàn thứ hạng - w/o = Thắng nhờ đối thủ rút lui trước trận đấu - r = Bỏ cuộc giữa trận đấu - d = Bị xử thua - SR = Xếp hạng đặc biệt |

### Challenge round
|  | Challenge Round  |                  |   |   |   |  |
|  |                  |                  |   |   |   |  |
|  | Blanche Hillyard | Blanche Hillyard | 5 | 7 | 6 |  |
|  | Blanche Hillyard | Blanche Hillyard | 5 | 7 | 6 |  |
|  | Charlotte Cooper | Charlotte Cooper | 7 | 5 | 2 |  |

### All Comers'
|  | Tứ kết               | Tứ kết               | Tứ kết | Tứ kết | Tứ kết |  |  | Bán kết              | Bán kết              | Bán kết         | Bán kết         | Bán kết |   |  | Chung kết        | Chung kết        | Chung kết | Chung kết | Chung kết |  |
|  |                      |                      |        |        |        |  |  |                      |                      |                 |                 |         |   |  |                  |                  |           |           |           |  |
|  | Blanche Hillyard     | Blanche Hillyard     | 6      | 6      |        |  |  |                      |                      |                 |                 |         |   |  |                  |                  |           |           |           |  |
|  | Edith Austin         | Edith Austin         | 0      | 1      |        |  |  | Blanche Hillyard     | Blanche Hillyard     |                 |                 |         |   |  |                  |                  |           |           |           |  |
|  | Henrietta Horncastle | Henrietta Horncastle | 12     | 6      |        |  |  | Henrietta Horncastle | Henrietta Horncastle | w/o             |                 |         |   |  |                  |                  |           |           |           |  |
|  | Ellen Thynne         | Ellen Thynne         | 10     | 4      |        |  |  |                      |                      |                 |                 |         |   |  | Blanche Hillyard | Blanche Hillyard | 6         | 7         |           |  |
|  | Ruth Dyas            | Ruth Dyas            | 6      | 6      |        |  |  |                      |                      | Alice Pickering | Alice Pickering | 2       | 5 |  |                  |                  |           |           |           |  |
|  | Edith Bromfield      | Edith Bromfield      | 0      | 3      |        |  |  | Ruth Dyas            | Ruth Dyas            | 4               | 6               | 1       |   |  |                  |                  |           |           |           |  |
|  |                      |                      |        |        |        |  |  | Alice Pickering      | Alice Pickering      | 6               | 4               | 6       |   |  |                  |                  |           |           |           |  |